# EGR4
EGR4‏ (Early growth response 4) هوَ بروتين يُشَفر بواسطة جين EGR4 في الإنسان.
EGR-4 هو عضو في عائلة عوامل النسخ لإصبع الزنك للاستجابة المبكرة للنمو (EGF).